# Pierre Quétineau
Pierre Quétineau   (Le Puy-Notre-Dame, 25 d'agost de 1756 - París, 17 de març de 1794) va ser un general republicà de l'exèrcit de les costes de La Rochelle durant la Revolta de La Vendée. Va morir guillotinat el 16 de març de 1794 a París.

## Serveis
Entra a l'exèrcit el 4 de juliol de 1772, com a soldat en el regiment d'infanteria de Xampanya, i fou donat d'alta 4 de juliol de 1781.
El 6 d'octubre de 1791 fou elegit capità de granaders a la creació del 1r Batalló de Voluntaris de Deux-Sèvres. El 1792, va ser unit a la plantilla de l'exèrcit del nord, a petició de Dumouriez, general dels exèrcits de la República.
Nomenat brigadier general a març de 1793, comandant a Vendée, en el moment de la revolta de 1793. És derrotat per La Rochejaquelein el 13 d'abril a la batalla d'Aubiers. Atacat per forces superiors a la ciutat de Bressuire, els murs dels quals queien en ruïnes, es va retirar a Thouars. El 5 de maig, els vendeans prenen la ciutat durant la batalla de Thouars. El general Quétineau va capitular amb tres mil homes.
Alliberat amb els seus soldats contra el jurament de no combatre els reialistes, va tornar a Saumur on va ser acusat de traïció i arrestat. Tanmateix, el 9 de juny, Saumur va ser pres per l'exèrcit catòlic i reial durant la batalla de Saumur. Lliurat pels vendeans, Quétineau va refusar, però, la proposta dels generals reialistes a unir-se a llur causa. En va, els generals li van demostrar que la Convenció no el perdonaria la derrota, en va intentar frenar-lo. Pierre Quétineau alliberat de nou és arrestat de nou. Va ser jutjat pel Tribunal Revolucionari, condemnat a mort i guillotinat el 16 de març de 1794. S'havia casat amb Jeanne Robert Latreille, que va comparèixer al judici de Jacques-René Hébert i els Hébertistes, guillotinats també el 1794.